# San Marcos, Villaflores
San Marcos är en ort i Mexiko.   Den ligger i kommunen Villaflores och delstaten Chiapas, i den sydöstra delen av landet, 700 km sydost om huvudstaden Mexico City. San Marcos ligger 697 meter över havet och antalet invånare är 125.
Terrängen runt San Marcos är varierad. Runt San Marcos är det ganska glesbefolkat, med 47 invånare per kvadratkilometer. Närmaste större samhälle är Nuevo México, 6,6 km väster om San Marcos. I omgivningarna runt San Marcos växer huvudsakligen savannskog.